# Stardust (gruppo musicale)
Gli Stardust sono stati un gruppo musicale formato dai produttori e disc jockey Thomas Bangalter dei Daft Punk, Alan Braxe e il vocalist Benjamin Diamond.

## Storia del gruppo
Il trio raggiunse un'enorme popolarità grazie al loro unico singolo Music Sounds Better with You, realizzato nel 1998. Il brano venne registrato a Parigi dalla Daft House Productions della quale Bangalter è proprietario. La canzone nacque casualmente nel corso di un DJ set al Rex Club, un locale di Parigi: Bangalter e Braxe crearono la base sulla quale Diamond istintivamente cantò le parole, che le hanno dato il famoso titolo. Il giorno dopo, il trio realizzò la canzone registrandola in studio.
Nonostante un'offerta da tre milioni di dollari avanzata a Bangalter per produrre un intero album, i tre decisero di non continuare la collaborazione. Diamond e Braxe proseguirono nella loro carriera solista mentre Bangalter, assieme a Guy-Manuel de Homem-Christo, si buttò nella lavorazione del secondo album dei Daft Punk, Discovery.

## Discografia

### Singoli
- 1998 – Music Sounds Better with You